# Red Bull RB9
Red Bull RB9 je vůz formule 1 týmu Infiniti Red Bull Racing nasazený pro rok 2013. Vozidlo pilotovali Němec Sebastian Vettel a Australan Mark Webber. Monopost byl představen 3. února 2013 v Milton Keynes.